# Empicoris minutus
Empicoris minutus är en insektsart som beskrevs av Robert L. Usinger 1946. Empicoris minutus ingår i släktet Empicoris och familjen rovskinnbaggar. Inga underarter finns listade i Catalogue of Life.